# Balance of Power (Album)
Balance of Power (deutsch: „Gleichgewicht der Kräfte“) ist das zwölfte Studioalbum der britischen Band Electric Light Orchestra (ELO).

## Hintergrund
Balance of Power wurde auf Platz 18 der deutschen Albumcharts und Platz neun der britischen Charts gelistet. In den Vereinigten Staaten erreichte das Album Position 49 der Billboard 200.
Das Cover des Albums (Design: Michael Hodgson) ist farbenfroh gestaltet: Auf rotem Hintergrund sind in Blau, Gelb und Türkis die drei Buchstaben E, L und O (die Abkürzung des Bandnamens) abgedruckt. Die Rückseite ist identisch gestaltet mit dem Unterschied, dass – neben der Titelliste – die drei Buchstaben auf gelbem Hintergrund in Türkis, Rot und Pink dargestellt sind. Das bekannte ELO-Raumschiff ist auf diesem Cover nicht mehr abgebildet.
Auf dem Innencover sind die Liedtexte ausschließlich in Kleinbuchstaben abgedruckt. Es ist in Türkis und Weiß gehalten und zeigt monochrom in Blau/Weiß die Bandmitglieder Jeff Lynne, Bev Bevan und Richard Tandy.
Ebenfalls 1986 erschien in gleichem Design eine Maxi-Single-Auskopplung mit dem Titel Calling America auf der A-Seite. Auf der B-Seite befindet sich neben dem Titel Endless Lies der auf der LP nicht enthaltene Song Caught in a Trap (3:44 min.).

## Titelliste
| 1. Heaven Only Knows (Jeff Lynne) – 2:52 2. So Serious (Jeff Lynne) – 2:38 3. Getting to the Point (Jeff Lynne) – 4:28 4. Secret Lives (Jeff Lynne) – 3:26 5. Is It Alright (Jeff Lynne) – 3:25 1. Sorrow About to Fall (Jeff Lynne) – 3:59 2. Without Someone (Jeff Lynne) – 3:48 3. Calling America (Jeff Lynne) – 3:26 4. Endless Lies (Jeff Lynne) – 2:55 5. Send It (Jeff Lynne) – 3:04 |